# Octavian Muntean (senator)
Octavian Muntean este un fost senator român în legislatura 1992-1996 ales în județul Hunedoara pe listele partidului FDSN. Octavian Muntean a devenit membru PDSR din iulie 1993. În cadrul activității sale parlamentare, Octavian Muntean a inițiat o singură moțiune.

## Legaturi externe
- Octavian Muntean Arhivat în 22 august 2016, la Wayback Machine. la cdep.ro